# Agaone
Agaone is een kevergeslacht uit de familie van de boktorren (Cerambycidae). De wetenschappelijke naam van het geslacht werd voor het eerst geldig gepubliceerd in 1859 door Pascoe.

## Soorten
Agaone omvat de volgende soorten:
- Agaone amazonica Bezark, Santos-Silva & Martins, 2011
- Agaone bicolor (Linsley, 1934)
- Agaone notabilis (White, 1855)
- Agaone peruviensis (Fisher, 1952)
- Agaone punctilla Martins & Santos-Silva, 2010